# بيكساباي
بيكساباي، بالإنجليزية (Pixabay) هو موقع للصور الفوتوغرافية المجانية ووسائط الإعلام المجانية بدون حقوق ملكية، أنشئ في 24 نوفمبر 2010، يقع مقره الرئيسي في ألمانيا،. يُستخدم لمشاركة الصور والرسوم التوضيحية والرسوم البيانية ومقاطع الفيديو والموسيقى ومؤثرات الصوت، وذلك حصرياً وفقًا لترخيص Pixabay المخصص، الذي يسمح عموماً باستخدام المواد مجانًا مع بعض القيود.
وقد وُصفت الجودة العامة للصور على الخدمة على أنها "متوسطة في معظم الأحيان" و"متغيرة"، ولكنها تغطي "مجموعة واسعة من المواضيع".

## تاريخ
تأسس الموقع في نوفمبر 2010 في مدينة أولم بألمانيا، على يد هانز براكسماير وسيمون شتاينبرغر.
قبل تاريخ 9 يناير 2019، كانت صور بيكساباي تُطلق بموجب ترخيص المشاع الإبداعي CC0، الذي يجعل المحتوى جزءًا من الملكية العامة. في ذلك اليوم، فرض الموقع ترخيصًا مخصصًا أكثر تقييدًا على كل محتواه، وغير ترخيصه إلى "ترخيص Pixabay"، الذي يمنع بيع نسخ غير معدلة من الأعمال المرخصة أو توزيعها كصور مخزنة أو خلفيات. نظرًا لأن شروط CC0 تشير صراحة إلى أن التنازل عن الملكية العامة هو "لا رجعة فيه" بمجرد اكتماله، فإن الصور التي نُشرت بالفعل بموجب CC0 قبل التغيير في الترخيص ما زالت متاحة بموجب الترخيص الأصلي CC0.
في مايو 2019، استحوذت منصة التصميم الأسترالية كانفا (Canva) على كل من موقع بيكساباي (Pixabay) وبيكسلز (Pexels).
في 17 أبريل 2023، دخلت التغييرات الرئيسية على شروط خدمة Pixabay حيز التنفيذ. وشمل ذلك تعديل "ترخيص Pixabay" إلى "ترخيص المحتوى"، بالإضافة إلى إعادة ترخيص Creative Commons CC0 للمحتوى الذي تم تحميله إلى Pixabay قبل 9 يناير 2019.

## وصلات خارجية
- بيكساباي على موقع Framasoft (الفرنسية)
- بيكساباي على موقع Google Play (الإنجليزية)
- الموقع الرسمي